# Le vacanze del signor Hulot
Le vacanze del signor Hulot (Les vacances de M. Hulot) è un film del 1953 diretto e interpretato da Jacques Tati.
Si tratta del primo film lungometraggio nel quale appare il personaggio di Monsieur Hulot.

## Trama
Il signor Hulot, a bordo del suo scoppiettante macinino (una Salmson AL3 del 1924), arriva in un villaggio balneare della costa bretone per trascorrere le sue vacanze in una pensione. Non essendoci una trama vera e propria, il film si svolge tramite piccole gag in cui sono coinvolti i personaggi che popolano la spiaggia e la pensione: francesi, americani, giovani, anziani, bambini e camerieri. Hulot, con la sua mimica un po' goffa, i suoi pantaloni dall'orlo troppo corto, il suo cappelluccio e la sua pipa, borbotta in un linguaggio buffo.
Di seguito, alcune tra le gag: un frustino nella mano di Hulot diventa una spada; mentre cambia la ruota di scorta alla sua auto sgangherata, le signore sedute nell'abitacolo si alzano in corrispondenza del movimento del crick; la camera d'aria della ruota, a cui si sono attaccate delle foglie, diventa una corona da morto ad un funerale; Hulot esce in barca a pescare e la sua canoa si spezza in due, "divorandolo"; Hulot partecipa a una partita di tennis e la sua mimica nel maneggiare la racchetta porta scompiglio nel gioco; situazioni tipiche di convivenza nella pensione vengono sconvolte da Hulot, che lascia le porte aperte e gli ospiti rimangono in balìa delle correnti d'aria, ed ascolta ad alto volume il giradischi, disturbando i presenti.
Le giornate vengono scandite dalla mattina alla sera dal ciclico ripetersi di situazioni: la campana del gelataio, l'altoparlante della spiaggia...

## Produzione
Gli esterni del film sono stati girati nel 1951 nella stazione balneare di Saint-Marc-sur-Mer, comune di Saint-Nazaire (dipartimento francese della Loira Atlantica). Tati ha filmato diversi luoghi del paese: la spiaggia, l'"Hôtel de la plage" (il cui ingresso è stato però modificato), il cimitero e la villa "Le Château", dove si svolge la partita di tennis. Anche gli abitanti di Saint-Marc-sur-mer hanno partecipato al film. Il nome del paese compare solo nel timbro postale dell'inquadratura finale del film.
Nel 1963 Tati ha realizzato una diversa versione del film con un nuovo montaggio e una nuova colonna sonora; nel 1975 ha aggiunto una nuova sequenza di quattro minuti.

## Distribuzione
Fu presentato in concorso al 6º Festival di Cannes.

## Analisi

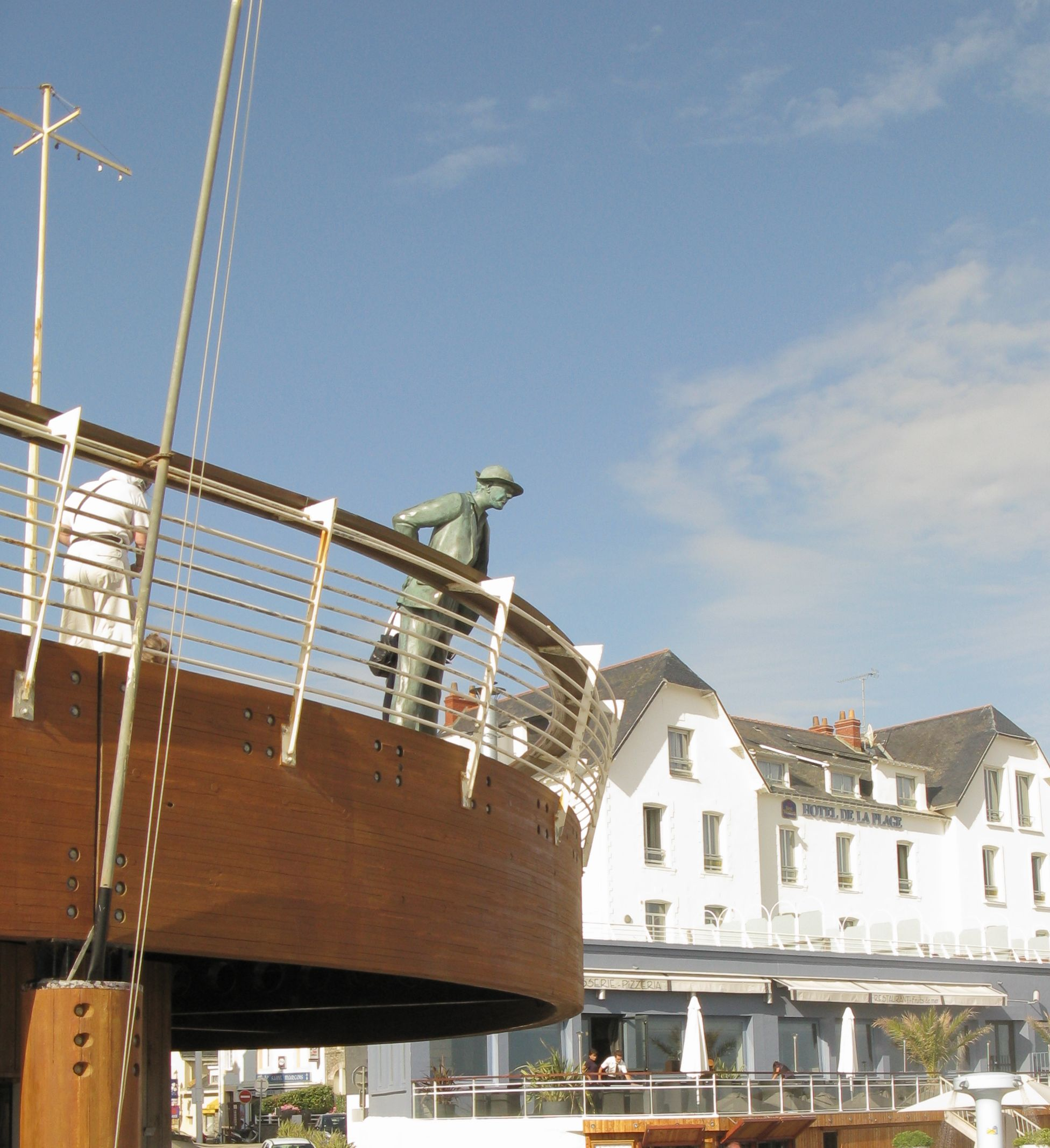
Statua del signor Hulot a Saint-Marc-sur-Mer.

È un film delicato, dai toni garbati, pieno di serenità ma anche di un pizzico di malinconia da sabato del villaggio, allorché la vacanza termina e gli ospiti si salutano. È fatto di suoni, rumori e gesti che sono gli elementi con cui la trama viene narrata. Hulot, nel rito delle ferie e della spiaggia, è figura poetica, anarchica, ribelle nei confronti di riti collettivi e cose. Sconvolge ritmi, tempi, consuetudini, facendo riscoprire luoghi ed umanità: la poesia vera di chi sa fischiettare per la via.
(Jacques Tati)
La mimica di Tati, basata sulla tecnica recitativa del Gramelot, trae la sua origine dai grandi del passato Buster Keaton e Charlie Chaplin ed è fonte d'ispirazione dei futuri Jerry Lewis, Peter Sellers, Mr. Bean (per quest'ultimo anche nell'idioma buffo) e anche l'italiano Dario Fo.

## Riconoscimenti
- Nomination ai Premi Oscar 1956 per il miglior soggetto e sceneggiatura
- Premio Louis-Delluc (1953)
- Premio della critica internazionale al Festival di Cannes (1953)
- Prix Femina, Bruxelles (1953)
- Premio al Festival di Berlino (1953)
- Golden Laurel Award al Festival di Edimburgo (1955)
- Premio come miglior film dell'anno, Cuba (1956)

Nel 1954 il National Board of Review of Motion Pictures l'ha inserito nella lista dei migliori film stranieri dell'anno.